# Metallica (Album)
Metallica ist das fünfte Studioalbum der US-amerikanischen Heavy-Metal-Band Metallica. Es erschien am 12. August 1991 bei Elektra Records und wird aufgrund seines schlichten, fast komplett schwarzen Covers häufig The Black Album genannt. Das hauptsächlich vom Kanadier Bob Rock produzierte Album markierte einen Wendepunkt in der musikalischen Entwicklung der Band. Nachdem die Lieder zuvor immer länger und progressiver geworden waren, schrieb die Band nun einfacher arrangierte, kürzere und eingängigere Songs.
Mit weltweit über 30 Millionen verkauften Einheiten, davon rund 16 Millionen in den USA, gehört es zu den weltweit erfolgreichsten Alben. Metallica ist bis heute das meistverkaufte Metal-Album. In zehn Ländern erreichte es Platz eins der jeweiligen Albumcharts. 1992 erhielten Metallica den Grammy Award in der Kategorie Best Metal Performance.

## Entstehung

### Vorproduktion
Schon während der Damaged-Justice-Tournee zeigten sich die Musiker unzufrieden mit der musikalischen Ausrichtung ihrer Band. Nach dem Ende der Tournee im Oktober 1989 äußerte sich der Gitarrist Kirk Hammett, dass die Lieder des Vorgängeralbums …And Justice for All zu lang seien und nahm das fast zehnminütige Titellied als Beispiel.
Schlagzeuger Lars Ulrich erklärte, die Alben seiner Band seien mit der Zeit so steril geworden, dass man Handschuhe anziehen müsse, um die CDs in den CD-Spieler zu legen. Im Vorfeld der Produktion sammelten die Musiker im Sommer 1990 ihre Ideen für das neue Album. Die dabei entstandenen Riffs wurden auf Kassetten aufgenommen und untereinander ausgetauscht.
Entscheidend für das Album wurde eine Idee von Kirk Hammett, die ihm nachts gegen zwei Uhr in den Sinn kam. Aus der Idee, die lediglich ein Riff umfasste und die Hammett zunächst wenig beachtete, entstand das Lied Enter Sandman. Obwohl es das erste fertiggestellte Lied war, erhielt es als letztes einen Text. Sänger und Gitarrist James Hetfield und Lars Ulrich arbeiteten gemeinsam das entstandene Material auf. Dafür trafen sich die Musiker in Ulrichs Haus in Berkeley, wo er sich ein kleines Tonstudio eingerichtet hatte.
Da die Band von dem oftmals als trocken beschrieben Klang des Vorgängeralbums weg wollte, schauten sich die Musiker nach einer Person um, die das neue Material abmischen sollte. Dabei fiel die Wahl auf Bob Rock, der zuvor schon mit Bands wie Bon Jovi oder Aerosmith zusammengearbeitet hatte. James Hetfield war von Rocks Mix des The-Cult-Albums Sonic Temple beeindruckt, während Ulrich durch das Mötley-Crüe-Album Dr. Feelgood auf den Kanadier aufmerksam wurde.
Das Bandmanagement kontaktierte Rock und fragte, ob er das kommende Metallica-Album abmischen wolle. Rock antwortete, dass er das Album nicht nur mischen, sondern komplett produzieren wolle. Allerdings stand Rock nun vor einem Dilemma, da er seinem Freund und Bon-Jovi-Gitarristen Richie Sambora versprochen hatte, dessen Soloalbum Stranger in This Town zu produzieren. Bob Rock begab sich mit seiner Familie auf einen Urlaub im Grand-Canyon-Nationalpark. Mitten in der Wüste sah er einen Indianer, der ein Metallica-Shirt trug. Wenig später hörte er an einer Tankstelle ein Lied von Metallica im Radio. Daraufhin rief Rock seinen Manager an und sagte Sambora ab.

„Bob [Rock] meldete sich und sagte (…), dass er die Produktion übernehmen könne. Wir meinten daraufhin zu ihm: „Verdammt, wir sind Metallica, niemand fummelt an unseren Songs herum.“ Uns wurde aber schnell klar, dass wir dringend ein wenig Input von außen brauchten, um weiterzukommen.“

Im September und Oktober 1990 nahm die Band Demos für die Lieder Enter Sandman, Sad but True, Wherever I May Roam, Nothing Else Matters und The Unforgiven auf. Für den Fall, dass die Zusammenarbeit mit Bob Rock nicht funktionieren würde, bezahlten Metallica ihrem bisherigen Produzenten Flemming Rasmussen einen einmonatigen Urlaub auf Abruf.
Beim ersten Zusammentreffen in Rocks Heimatstadt Vancouver überraschte der Produzent die Band mit seiner Einschätzung, dass Metallica das Live-Element ihrer Konzerte noch nie auf Platte habe einfangen können. Die Band spielte Rock die aufgenommenen Demos vor. Rocks kritische Äußerungen zum Material missfielen zunächst besonders den Hauptsongwritern James Hetfield und Lars Ulrich. Hinter verschlossenen Türen arbeiteten die Musiker dennoch an Rocks Vorschlägen und ließen sich schließlich überzeugen.

### Aufnahmen
Am 6. Oktober 1990 begannen die Aufnahmen in den One-on-One-Studios in North Hollywood, in denen bereits das Vorgängeralbum aufgenommen worden war. Der Tontechniker Randy Staub sowie Mike Tacci assistierten Bob Rock. Dieser änderte die bisherige Aufnahmeweise der Band entscheidend. Während zuvor alle Instrumente einzeln aufgenommen worden waren, ließ Rock die Musiker zunächst alle Lieder gemeinsam proben. Die neue Arbeitsweise bedeutete für Kirk Hammett und Bassist Jason Newsted eine Umstellung, da beide in der Vergangenheit nur kurz im Studio waren.
Um dem Schlagzeug ein klangliches Volumen zu verleihen, ließ Rock bis zu 50 Mikrofone um das Schlagzeug postieren. Mit der Suche nach dem passenden Klang waren Rock und Ulrich insgesamt drei Wochen lang beschäftigt. Ulrich hatte den Plan, jedes Lied mehrfach komplett durchzuspielen. Rock verwarf diese Idee. Stattdessen musste Ulrich sämtliche Lieder bis zu 40 Mal spielen. Die besten Abschnitte wurden dann wie bei einem Puzzle zusammengesetzt. Immer wieder kam es zu Verzögerungen, da Ulrich, von eigenen Fehlern genervt, das Studio verließ.
Jason Newsteds Bass erhielt im Gegensatz zum Vorgängeralbum, bei dem das Instrument weit in den Hintergrund gemischt und kaum hörbar war, höhere Priorität. Newsted probierte verschiedene Bässe aus und diskutierte mit Rock lange über die richtige Frequenz.
Für die Aufnahmen der Gitarren ließ Bob Rock ein zeltartiges Gewölbe errichten, dessen Wände und Decken mit Holz ausgekleidet wurden. In der Mitte dieses Bauwerks, das die Musiker scherzhaft Tent of Doom (engl. für Zelt des Untergangs) nannten, waren die Verstärker platziert. Insbesondere James Hetfield war von den Ergebnissen begeistert. Seiner Meinung nach habe Bob Rock „die Gitarren in allen Belangen fetter gemacht“.
Da die Aufnahmen der Instrumente mehr Zeit als geplant in Anspruch nahmen, mussten sich die beteiligten Personen bei den Aufnahmen des Gesangs beeilen. Trotzdem wollte Bob Rock die bisherige Arbeitsweise verändern. Während Hetfields Gesang zuvor immer gedoppelt wurde, wollte Rock hiermit aufhören, um Hetfields stimmliche Charakteristik deutlicher auszubauen. Lars Ulrich erklärte in einem Interview, dass Rock Hetfield dazu brachte, sich sicher genug zu fühlen, um richtig zu singen. Während der Aufnahmen verlor Hetfield zeitweilig seine Stimme. Auf Rocks Anraten besuchte er einen Kantor in Los Angeles, um bei ihm Gesangsunterricht zu nehmen und Stimmübungen zu machen. Dennoch erlitt Hetfield immer wieder Rückschläge. In Bezug auf die beim Kantor erlernten Gesangstechniken erklärte James Hetfield, der Knoten und Verhärtungen auf den Stimmbändern hatte, in dem britischen Dokumentarfilm Classic Albums: Metallica – The Black Album aus dem Jahre 2001: „Das gab mir Selbstvertrauen. Danach klang ich ja nicht wie ein Opernsänger. Ich singe immer noch wie ein Seemann.“
Hetfield schrieb für das Album sehr persönliche Texte. In einem Interview erklärte er, dass er bei diesem Album versucht habe, mehr in sich hineinzusehen, und sich außerdem Fragen nach dem Leben gestellt habe. Die Spannbreite seiner Texte reichen vom Tod seiner Eltern über Selbstmitleid, Impressionen des Tourlebens bis zum Thema Liebe. Der Text zu Enter Sandman stand fünf Minuten, bevor der Gesang für dieses Lied aufgenommen wurde. Ende Mai 1991 waren die Aufnahmen abgeschlossen.

### Abmischung und Mastering
Die Abmischung des Albums fand in den A&M-Studios in Hollywood statt. In den ersten Tagen lieferten sich Bob Rock und Lars Ulrich lange Diskussionen um die erste Singleauskopplung des Albums. Während Ulrich auf Enter Sandman bestand, sah Rock Holier Than Thou als beste Wahl. Ulrich konnte sich schließlich durchsetzen. Nach der Wahl der Single kam es zu weiteren Diskussionen zwischen Ulrich und Hetfield um die Anzahl der Tonspuren für ihre Instrumente.
Bob Rock erinnerte sich in einem Interview, dass er und Randy Staub diese Diskussionen nur Kaugummi kauend und mit literweise Kaffee überstanden haben. Teilweise waren die beteiligten Personen bis zu 16 Stunden am Tag beschäftigt, da der Abgabetermin immer näher rückte. Für den Mix von Enter Sandman benötigte man zehn Tage, während Holier Than Thou in fünf Stunden gemischt wurde.

„Unser typischer Tagesablauf sah damals etwa folgendermaßen aus: Erst Fotosession, dann einen neuen Mix checken, mit der Presse sprechen, wieder Mix hören, James [Hetfield] beim Einsingen zuhören, Artwork konzipieren, Interviews geben, Mix testen und Videoideen austauschen.“

Am 7. Juli 1991 endete der Abmischprozess. Einen Tag später flogen Rock, Hetfield und Ulrich nach New York, um mit Hilfe von George Marino das Album zu mastern. Schon nach der Ankunft ergaben sich weitere Probleme, da das mitgebrachte Band digitale Störgeräusche enthielt. Unter Zeitdruck musste ein neues Studio gefunden werden, um die Fehler zu beseitigen. Am 10. Juli 1991 gegen zwei Uhr morgens waren die Arbeiten abgeschlossen. Die Produktionskosten beliefen sich auf über eine Million US-Dollar.

## Veröffentlichung

Die Gadsden flag, die die Band zum Albumcover inspirierte.

Zum ersten Mal seit dem Debütalbum Kill ’Em All aus dem Jahre 1983 wurde ein Metallica-Album nicht nach einem Lied benannt. Zwischenzeitlich war der Albumtitel The Snake Album (engl. Das Schlangen-Album) im Gespräch gewesen. Darüber hinaus fanden die Musiker keinen Liedtitel, der repräsentativ für das gesamte Album gewesen wäre.
Das Albumcover entwarf der US-amerikanische Künstler Pushead (bürgerlich Brian Schroeder). Das komplett schwarz gehaltene Bild zeigt in der oberen linken Ecke das Bandlogo. In der unteren rechten Ecke ist eine von der Gadsden flag inspirierte Schlange zu sehen. Durch das Cover wurde das Album auch als The Black Album bekannt. Die Inspiration für das Cover stammte vom Spinal-Tap-Album Smell the Glove. Laut Lars Ulrich wollte die Band so minimalistisch wie möglich agieren, da die Cover der Vorgängeralben voller Symbole waren.
Am 29. Juli 1991 wurde mit Enter Sandman die erste Single aus dem Album ausgekoppelt. Einen Tag später strahlte MTV das dazugehörige Musikvideo erstmals aus. Das komplette Album wurde den Fans am 3. August 1991 vorgestellt, als 19.000 Menschen im New Yorker Madison Square Garden es kostenlos hören durften. Die weltweite Veröffentlichung des Albums erfolgte schließlich am 13. August 1991.
Neben Enter Sandman wurden mit The Unforgiven, Nothing Else Matters, Wherever I May Roam und Sad but True vier weitere Singles ausgekoppelt. Für jede Single wurde auch ein Musikvideo gedreht.

## Lieder
Das Album beginnt mit dem Lied Enter Sandman, welches zugleich die erste Singleauskopplung war. Das Lied besteht aus lediglich einem Gitarrenriff und handelt von einem Kind, das sich vor dem Einschlafen vor Albträumen fürchtet. Das Kind, welches während der Bridge das Gebet Now I Lay Me Down to Sleep spricht, ist Bob Rocks Sohn Mick.
Sad but True wurde als fünfte Single ausgekoppelt. Als die Musiker dem Produzenten eine Demoversion des Songs vorspielten, war er begeistert und meinte, dass Sad but True das Kashmir – ein Lied der britischen Rockband Led Zeppelin – der neunziger Jahre werden könnte. Abgesehen von einigen Coverversionen stimmten Metallica erst zum zweiten Mal in ihrer Karriere ihre Gitarren um einen Ton tiefer. Zuvor taten sie dies bei dem Lied The Thing that Should Not Be. In Sad but True geht es darum, wie verschiedene Persönlichkeiten in der Psyche eines Menschen versuchen, die Kontrolle über die Person zu erlangen. Das Hauptriff des Songs hatte in der Demoversion eine viel höhere Geschwindigkeit und klang laut James Hetfield „zu freundlich“. Im Studio wurde das Tempo des Riffs erheblich gedrosselt. Laut Bandmanager Cliff Burnstein könne man mit dem Lied Zähne ziehen. Zu dem Text inspiriert hatte James Hetfield der Film Magic aus dem Jahre 1978.
Mit einer Spielzeit von 3:47 Minuten ist Holier Than Thou der kürzeste Song des Albums. Textlich geht es um Mitläufer in der Metalszene, die hinter dem Rücken anderer Gerüchte verbreiten. Musikalisch ist das Lied aufgrund seiner hohen Geschwindigkeit und dem stärkeren Einsatz von Thrash-Elementen eher mit den früheren Alben der Band vergleichbar.
The Unforgiven ist die erste von zwei Balladen des Albums. Das Lied beginnt mit einem Horn-Auftakt, welches rückwärts abgespielt wurde, um die Herkunft zu verschleiern. Aus welchem Film die Sequenz übernommen wurde, ist bis heute unklar. Musikalisch zeigt der Song einen veränderten Aufbau. Während die Band bei den bisherigen Balladen immer einer melodischen Strophe einen harten Refrain folgen ließ, wurde das Schema hier umgedreht. In dem Lied geht es um Menschen, die durch das Leben gehen, ohne dabei jemals eine Initiative zu ergreifen oder ein Risiko einzugehen. Später bereuen diese Menschen, dass sie nichts aus ihrem Leben gemacht haben. Das Gitarrensolo von Kirk Hammett entstand spontan im Studio. Laut Jason Newsted hatte Bob Rock Hammett komplett in den Wahnsinn getrieben und getrietzt, bis dessen Zorn förmlich auf die Gitarre übersprang.
Der Song Wherever I May Roam beginnt mit einem auf einer Sitar gespielten Intro. Inhaltlich geht es um das Leben auf einer Tournee. Im Text spricht Hetfield von der Straße, die „seine Braut“ wird. Inspiriert wurde Wherever I May Roam von dem Lied Papa Was a Rollin’ Stone. Das Lied wurde zum Namensgeber der Wherever We May Roam- und der Nowhere Else to Roam-Tourneen.
Don’t Tread on Me bezieht sich auf die Inschrift der Gadsden flag, die während des Amerikanischen Unabhängigkeitskrieges verwendet wurde. Die Inschrift lässt sich mit „Leg dich nicht mit mir an!“ übersetzen. Am Anfang des Liedes wird eine Sequenz des Stückes America aus Leonard Bernsteins Musical West Side Story zitiert. Textlich geht es laut Hetfield darum, dass es „keinen besseren Ort für einen Amerikaner gibt als die Vereinigten Staaten, ganz gleich wie kaputt oder korrupt die Regierung ist“. Kirk Hammett bezeichnet den Liedtitel als Überschrift über die Bandkarriere.

„Wir waren immer unabhängig und machten, was wir wollten. Der Songtitel soll verdeutlichen, dass wir uns von nichts und niemandem einengen lassen. Wer das versucht, bekommt Probleme.“

Das einzige Lied, bei dem Lars Ulrich Doublebassdrum spielt, die er auf vorherigen Alben nahezu bei jedem Song benutzte, ist Through the Never. Inhaltlich geht es um die nie endende Jagd nach neuem Wissen.
Nothing Else Matters ist die zweite Ballade des Albums. Das von Hetfield geschriebene Lied sollte eigentlich nicht veröffentlicht werden, da er es als zu persönlich betrachtete. Während eines Telefongesprächs fiel ihm ein offener e-Moll-Akkord ein, den er nur mit der rechten Hand spielen konnte. Lars Ulrich hörte den Song zufällig auf einer Demokassette und überredete Hetfield, weiter an diesem Lied zu arbeiten. Bob Rock schlug den Musikern vor, bei dem Lied mit einem Orchester zusammenzuarbeiten, und kontaktierte den Komponisten Michael Kamen. Das Orchester wurde für das Album jedoch so leise wie möglich abgemischt. Das Gitarrensolo wurde ausnahmsweise von James Hetfield eingespielt. Textlich geht es um das Getrenntsein von geliebten Personen, wenn man als Musiker auf Tournee ist.
Der Song Of Wolf and Man bezieht sich auf James Hetfields Interesse an der Jagd. Der Text wurde aus der Perspektive eines Werwolfs geschrieben. Das in dem Lied zu hörende Wolfsgeheul stammt von Jason Newsted.
The God That Failed wurde inspiriert durch den Krebstod von Hetfields Mutter. Sie gehörte der Christian-Science-Bewegung an, die ärztliche Behandlung ablehnt. Hetfields Mutter erlag ihrer Krankheit, ein Tod, den er als „sinnlos“ bezeichnete. Bei diesem Song wurden die Gitarren einen Halbton tiefer gestimmt.
Jason Newsteds einziger Beitrag zum Album war das Lied My Friend of Misery. Für diesen Song schrieb er ein mehrere Minuten langes Basssolo, welches für das Album jedoch stark gekürzt wurde. Mit 6:47 Minuten ist es das längste Lied des Albums. Der Text ist an einen Menschen gerichtet, der in Selbstmitleid zerfließt und pessimistisch auf die Welt blickt.
Abgeschlossen wird Metallica durch den Song The Struggle Within, in dem es um den Kampf zwischen dem Menschen und seinen eigenen Problemen oder Dämonen geht. Lars Ulrichs Schlagzeugspiel am Anfang des Liedes erinnert an eine Marching Band.
Als Bonustitel wurden noch drei Coverversionen aufgenommen. Die japanische Version des Albums enthält zusätzlich das Lied So What von der britischen Punkband Anti-Nowhere League. Die internationale Version der Single Enter Sandman enthält das Lied Stone Cold Crazy von Queen. Die dritte Coverversion war das Lied Killing Time von Sweet Savage.

## Singleauskopplungen
Die fünf ausgekoppelten Singles konnten sich in Deutschland, dem Vereinigten Königreich und den Vereinigten Staaten allesamt platzieren. Nothing Else Matters erreichte in den deutschen Singlecharts Platz 9. Im Jahr 2000 erreichte eine andere Version der Single Nothing Else Matters vom Album S&M drei Wochen lang Platz zwei der deutschen Charts. Die höchste Platzierung im Vereinigten Königreich erreichte Enter Sandman mit Platz 5, während es Nothing Else Matters in der Schweiz ebenfalls auf Platz 5 brachte. 2021 erreichte Enter Sandman erstmals Platz eins der deutschen Singlecharts. Metallica spendete dabei alle Einnahmen an die Opfer der Hochwasserkatastrophe 2021. Das Black-Album kehrte in remasterter Version – 30 Jahre nach Erstveröffentlichung – auf Platz eins der deutschen Albumcharts zurück.
| Jahr | Titel                | Höchstplatzierung, Gesamtwochen, AuszeichnungChartplatzierungen (Jahr, Titel, , Platzierungen, Wochen, Auszeichnungen, Anmerkungen) | Höchstplatzierung, Gesamtwochen, AuszeichnungChartplatzierungen (Jahr, Titel, , Platzierungen, Wochen, Auszeichnungen, Anmerkungen) | Höchstplatzierung, Gesamtwochen, AuszeichnungChartplatzierungen (Jahr, Titel, , Platzierungen, Wochen, Auszeichnungen, Anmerkungen) | Höchstplatzierung, Gesamtwochen, AuszeichnungChartplatzierungen (Jahr, Titel, , Platzierungen, Wochen, Auszeichnungen, Anmerkungen) | Höchstplatzierung, Gesamtwochen, AuszeichnungChartplatzierungen (Jahr, Titel, , Platzierungen, Wochen, Auszeichnungen, Anmerkungen) | Anmerkungen                                                  |
| Jahr | Titel                | DE | AT | CH | UK | US | Anmerkungen                                                  |
| ---- | -------------------- | --- | --- | --- | --- | --- | ------------------------------------------------------------ |
| 1991 | Enter Sandman        | DE1 o Platin · (19 Wo.)DE | — | CH11 (15 Wo.)CH | UK5 Platin · (11 Wo.)UK | US16 ×2Platin (Digital) + Doppelgold (Physisch/Mastertone) · (20 Wo.)US                                                             | Erstveröffentlichung: 29. Juli 1991 Verkäufe: + 4.690.000    |
| 1991 | The Unforgiven       | DE47 Gold · (6 Wo.)DE | — | — | UK15 Silber · (4 Wo.)UK | US35 Gold · (17 Wo.)US | Erstveröffentlichung: 28. Oktober 1991 Verkäufe: + 1.335.000 |
| 1992 | Nothing Else Matters | DE9 ×3Dreifachgold · (51 Wo.)DE | AT6 Gold · (19 Wo.)AT | CH5 (74 Wo.)CH | UK6 Platin · (11 Wo.)UK | US34 Gold · (15 Wo.)US | Erstveröffentlichung: 20. April 1992 Verkäufe: + 3.105.000   |
| 1992 | Wherever I May Roam  | DE30 (11 Wo.)DE | — | — | UK25 (4 Wo.)UK | US82 (7 Wo.)US | Erstveröffentlichung: 19. Oktober 1992 Verkäufe: + 155.000   |
| 1993 | Sad but True         | DE42 (9 Wo.)DE | — | — | UK20 (3 Wo.)UK | US98 (1 Wo.)US | Erstveröffentlichung: 8. Februar 1993 Verkäufe: + 170.000    |

## Tournee und Livedarbietungen

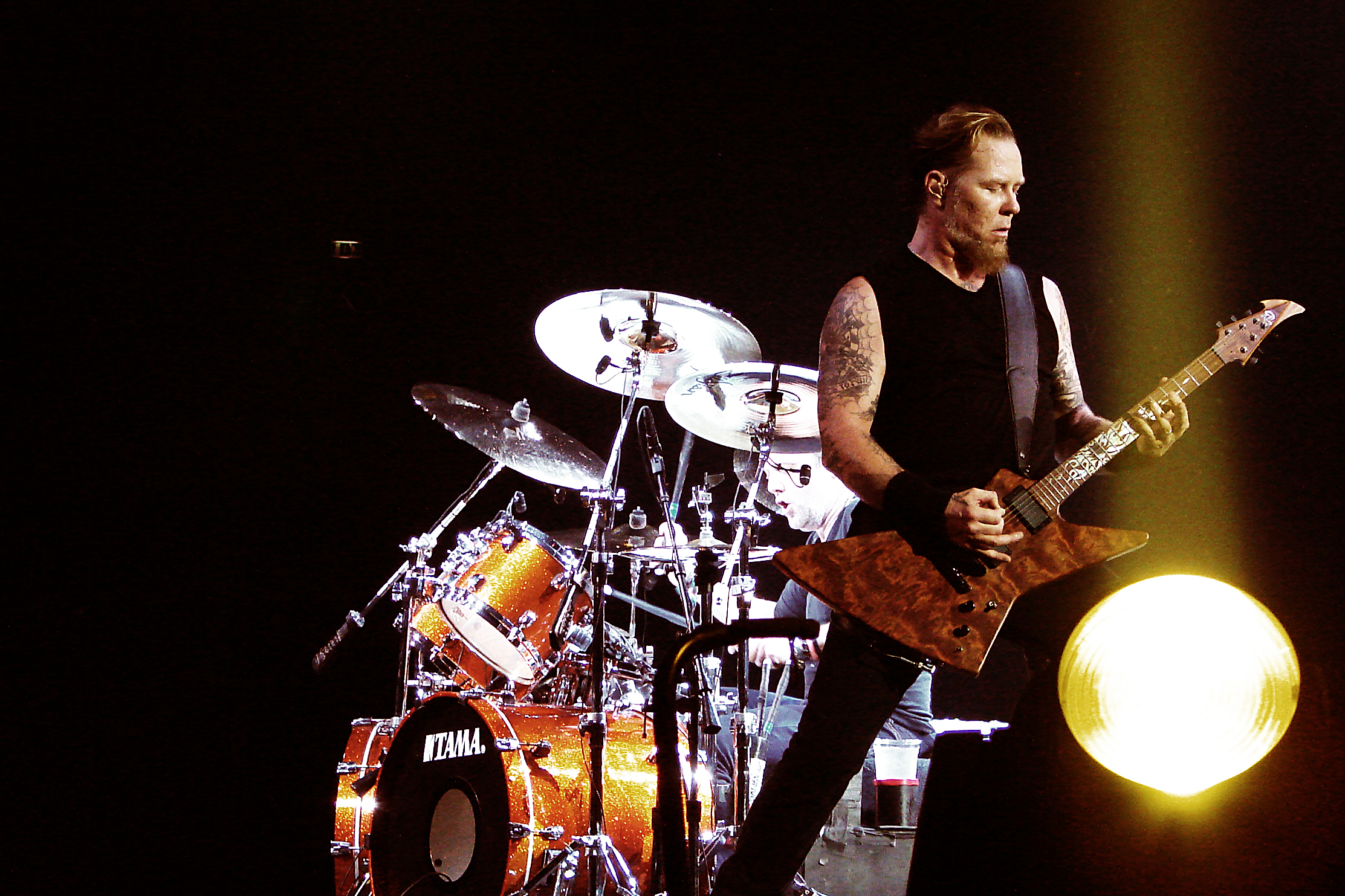
James Hetfield bei einer Liveperformance von Of Wolf and Man in der 02 Arena in London (2008)

Am 1. August 1991 begann mit einem Konzert in der kalifornischen Stadt Petaluma die Wherever We May Roam-Tournee, die die Band zunächst durch Europa und Nordamerika führte. Am 20. April 1992 spielten Metallica beim Freddie Mercury Tribute Concert im Londoner Wembley-Stadion. Zwischen Juli und Oktober 1992 tourten Metallica gemeinsam mit Guns N’ Roses durch Nordamerika, bevor Metallica alleine nach Europa zurückkehrten. Von Ende Januar 1993 an begaben sich Metallica auf die Nowhere Else to Roam-Tournee durch Nordamerika, Japan, Australien, Südostasien und Südamerika. Nach über 300 Konzerten endeten die Tourneen am 4. Juli 1993 beim Festival Rock Werchter in der belgischen Stadt Werchter.

„Zwei Jahre am Stück zu touren und im Schnitt fünf Tage in der Woche für zweieinhalb Stunden auf der Bühne zu stehen, hat meinen Kehlkopf und meine Stimmbänder ernsthaft langfristig gefährdet. Es fühlte sich an, als würden sie einfach auseinander fallen.“

Während der Hallenkonzerte wurde die Bühne in der Mitte der Halle platziert. In der Mitte der Bühne wurde ein sogenannter Snake Pit (engl. für Schlangengrube) eingerichtet, wo ausgewählte Fans Platz fanden. Für Lars Ulrich standen zwei Schlagzeuge zur Verfügung, die nach Bedarf unter die Bühne gefahren werden konnten. Bei einem Konzert in Madison musste Ulrich wegen eines technischen Defekts zwei Lieder unterhalb der Bühne spielen.
Während der Tournee mit Guns N’ Roses kam es am 8. August 1992 in Montreal zu einem folgenschweren Unfall, als James Hetfield während des Liedes Fade to Black in eine sechs Meter hohe Flammensäule geriet und dabei Verbrennungen zweiten Grades erlitt. Guns-N’-Roses-Sänger Axl Rose sagte wegen angeblicher Halsschmerzen das Konzert seiner Band ab und löste dadurch Ausschreitungen unter den aufgebrachten Zuschauern aus. Bei den folgenden Metallica-Konzerten übernahm John Marshall die Rhythmus-Gitarre, der bereits seit 1986 als Roadie für Metallica tätig war.
Enter Sandman und Sad but True gehören zu den meistgespielten Liedern bei Metallica-Konzerten. Diese beiden Lieder gehören neben Creeping Death, For Whom the Bell Tolls, Master of Puppets, One und Seek & Destroy zu den Liedern, die bei Konzerten über 1.000 Mal gespielt wurden. Die anderen Stücke des Albums wurden weitaus seltener gespielt.
Im November 2011 teilte die Band mit, dass sie auf ihrer Summer Vacation Festival-Tournee im Jahre 2012 das komplette Album spielen werden. Am 7. Mai 2012 wurde in der Synot Tip Aréna in Prag das Album zum ersten Mal in seiner Gesamtheit dargeboten, allerdings mit umgekehrter Reihenfolge der Titel.

## Wiederveröffentlichung

### Jubiläumsedition
Anlässlich des 30-jährigen Jubiläums der Albumveröffentlichung wurde Metallica über das bandeigene Label Blackened Recordings neu veröffentlicht. Das Album wurde komplett remastered und in verschiedenen Versionen angeboten. Neben der Standard-CD gab es eine Version auf drei CDs, eine Doppel-LP und eine digitale Version. Darüber hinaus wurde ein limitiertes Deluxe-Boxset angeboten. Dieses Boxset enthält das Album auf zwei LPs, eine Picture Disc, drei Live-LPs, 14 CDs (inklusive Rough Mixes, Demos, Interviews und Livekonzerte), sechs DVDs (inklusive Outtakes, Making-ofs, offizielle Videos, Livekonzerte), ein 120-seitiges Hardcover-Buch und Weiteres.

### The Metallica Blacklist
Parallel zur Jubiläumsedition wurde das Tributealbum The Metallica Blacklist veröffentlicht, auf dem 53 Künstler aus verschiedenen Genres, von Singer-Songwritern über Country, Elektronische Musik bis zu Hip-Hop, die zwölf Lieder des Albums covern. The Metallica Blacklist erschien in digitaler Form, auf vier CDs oder auf sieben LPs. Sämtliche Einnahmen werden für wohltätige Zwecke gespendet. Die eine Hälfte geht an die von Metallica gegründete Stiftung All Within My Hands, während die andere Hälfte an die von den covernden Künstlern ausgewählten Organisationen geht. Während The Metallica Blacklist gleich zwölf Versionen des Liedes Nothing Else Matters enthält gibt es nur jeweils eine Version der Lieder Of Wolf and Man und The Struggle Within. Das Duo Rodrigo y Gabriela wurde für ihre Version des Liedes The Struggle Within bei den Grammy Awards 2022 in der Kategorie Best Arrangement, Instrumental or A Cappella nominiert.

## Rezeption

### Rezensionen
Die Fachpresse würdigte Metallica in zeitgenössischen Rezensionen mit sehr guten Kritiken. Das deutsche Magazin Metal Hammer kürte das Werk zum Album des Monats. Andrea Nieradzik vergab die volle Punktzahl von sieben für ein Album, welches „zwar anders [sei], aber hundertprozentig Metallica ist“. Auch das deutsche Magazin Rock Hard wählte Metallica zum Album des Monats. Thomas Kupfer schrieb in seiner Rezension, das Album erhalte zehn Punkte für „ein sowohl produktionstechnisch als auch songwriterisch überragendes Album, an dem sich in Zukunft alles messen lassen muß“.
Kritischer zeigte sich rückblickend Steve Huey vom Onlinemagazin Allmusic. Er schrieb, dass Metallica ein „gutes, aber kein großartiges Album war, dessen beste Momente verdientermaßen die Krone des Heavy Metal einnahmen, dessen Herangehensweise allerdings den kreativen Niedergang erahnen ließ“.

### Bedeutung
Trotz des kommerziellen Erfolges steht Metallica aus Sicht von Fans und Kritikern im Schatten von Alben wie Ride the Lightning oder Master of Puppets. Im Jahre 2005 wählten die Leser von Metal Hammer Metallica auf Platz fünf der Liste der 100 besten Metalalben aller Zeiten. Die Redaktion des Rock-Hard-Magazins veröffentlichte ebenfalls 2005 das Buch Best of Rock & Metal, das die 500 besten Metal- und Hard-Rock-Alben aller Zeiten umfasste. Dabei belegte Metallica Platz 79. In der im Jahre 2003 veröffentlichten Liste der 100 besten Metalalben aller Zeiten vom Onlinemagazin metal-rules.com taucht Metallica nicht auf. Das Musikmagazin Rolling Stone führt auf seiner Liste der 500 besten Alben aller Zeiten Metallica als zweites Album der Band hinter Master of Puppets (#167) auf Position 255.
Das deutsche Magazin Metal Hammer veröffentlichte im September 2011 ein 84-seitiges Sonderheft anlässlich des 20-jährigen Jubiläums der Albumveröffentlichung. Das Heft enthält neben einer ausführlichen Abhandlung über den Entstehungsprozess des Albums aktuelle Interviews mit den beteiligten Personen sowie Nachdrucke aus den damaligen Ausgaben des Magazins. Darüber hinaus lag dem Heft noch eine CD mit Coverversionen der zwölf Titel bei. An dem Tributealbum beteiligten sich die Künstler Lemmy Kilmister, The New Black, DevilDriver, Dark Age, Callejon, I.C.S. Vortex, Neaera, Doro Pesch, Motorjesus, Finntroll, Borknagar und Sodom.
In der 2024 vom deutschen Metal Hammer herausgegebenen Liste Die 500 besten Metal-Alben aller Zeiten belegte das Album Metallica Platz acht.

## Kommerzieller Erfolg

### Chartplatzierungen
Das Album Metallica erreichte nach seiner Veröffentlichung in zehn Ländern den ersten Platz der jeweiligen Albumcharts. In den Vereinigten Staaten wurden in der ersten Wochen 650.000 Einheiten des Albums verkauft. Neben den USA erreichte das Album in Australien, Deutschland, Kanada, Neuseeland, den Niederlanden, Norwegen, Schweden, der Schweiz und im Vereinigten Königreich den ersten Platz der Charts. Für Metallica war es das erste Album, mit dem sie die Spitzenpositionen der Hitparaden erreichen konnten. Der Erfolg kam für die Musiker überraschend. Bassist Jason Newsted erklärte in einem Interview, dass er nie damit gerechnet habe, mal eine Nummer-eins-Platte vorzulegen, da er nicht gedacht habe, dass dies mit der Musik seiner Band möglich wäre.
In Österreich erreichte das Album zur Erscheinungszeit den fünften Platz und nach Wiederveröffentlichung 2021 die Spitze der Charts. Metallica konnte sich insgesamt 251 Wochen in den deutschen Albumcharts platzieren, womit es zu den am längsten platzierten Alben zählt. Im September 2018 erreichte das Album in den US-amerikanischen Albumcharts, die im Gegensatz zu den deutschen 200 Positionen umfassen, als erst viertes Album der Geschichte eine Platzierung in der 500. Woche. Zuvor war dies nur Pink Floyd mit The Dark Side of the Moon, Bob Marley and The Wailers mit Legend und Journey mit Greatest Hits gelungen.
| ChartsChartplatzierungen       | Höchstplatzierung | Wochen |
| ------------------------------ | ----------------- | ------ |
| Deutschland (GfK)              | 1 (… Wo.)         | …      |
| Österreich (Ö3)                | 1 (87 Wo.)        | 87     |
| Schweiz (IFPI)                 | 1 (59 Wo.)        | 59     |
| Vereinigte Staaten (Billboard) | 1 (766 Wo.)       | 766    |
| Vereinigtes Königreich (OCC)   | 1 (107 Wo.)       | 107    |

| ChartsJahrescharts (1991)      | Platzierung |
| ------------------------------ | ----------- |
| Deutschland (GfK)              | 29          |
| Österreich (Ö3)                | 40          |
| Vereinigte Staaten (Billboard) | 62          |

| ChartsJahrescharts (1992)      | Platzierung |
| ------------------------------ | ----------- |
| Deutschland (GfK)              | 12          |
| Vereinigte Staaten (Billboard) | 7           |

| ChartsJahrescharts (1993)      | Platzierung |
| ------------------------------ | ----------- |
| Vereinigte Staaten (Billboard) | 32          |

| ChartsJahrescharts (1994)      | Platzierung |
| ------------------------------ | ----------- |
| Vereinigte Staaten (Billboard) | 71          |

| ChartsJahrescharts (1995)      | Platzierung |
| ------------------------------ | ----------- |
| Vereinigte Staaten (Billboard) | 94          |

| ChartsJahrescharts (1996)      | Platzierung |
| ------------------------------ | ----------- |
| Vereinigte Staaten (Billboard) | 91          |

| ChartsJahrescharts (2016)      | Platzierung |
| ------------------------------ | ----------- |
| Vereinigte Staaten (Billboard) | 92          |

| ChartsJahrescharts (2017)      | Platzierung |
| ------------------------------ | ----------- |
| Vereinigte Staaten (Billboard) | 95          |

| ChartsJahrescharts (2018)      | Platzierung |
| ------------------------------ | ----------- |
| Vereinigte Staaten (Billboard) | 109         |

| ChartsJahrescharts (2019)      | Platzierung |
| ------------------------------ | ----------- |
| Vereinigte Staaten (Billboard) | 174         |

| ChartsJahrescharts (2020)      | Platzierung |
| ------------------------------ | ----------- |
| Vereinigte Staaten (Billboard) | 177         |

| ChartsJahrescharts (2021)      | Platzierung |
| ------------------------------ | ----------- |
| Deutschland (GfK)              | 23          |
| Österreich (Ö3)                | 57          |
| Schweiz (IFPI)                 | 82          |
| Vereinigte Staaten (Billboard) | 99          |

| ChartsJahrescharts (2022)      | Platzierung |
| ------------------------------ | ----------- |
| Vereinigte Staaten (Billboard) | 102         |

| ChartsJahrescharts (2023)      | Platzierung |
| ------------------------------ | ----------- |
| Vereinigte Staaten (Billboard) | 125         |

| ChartsJahrescharts (2024) | Platzierung |
| ------------------------- | ----------- |
| Deutschland (GfK)         | 97          |

### Auszeichnungen für Musikverkäufe
Metallica wurde in den Vereinigten Staaten für über 16 Millionen verkaufte Einheiten mit Sechzehnfach-Platin ausgezeichnet. Damit belegt das Album Platz 19 (Stand: September 2018) in der Liste der meistverkauften Musikalben der Vereinigten Staaten und teilt sich diese Platzierung unter anderem mit den Alben Hotel California von den Eagles, Physical Graffiti von Led Zeppelin und Jagged Little Pill von Alanis Morissette.
In Deutschland wurde Metallica im Jahr 2019 für über zwei Millionen verkaufte Einheiten mit Vierfach-Platin ausgezeichnet, womit es zu den meistverkauften Musikalben hierzulande gehört.
In Kanada wurde das Album mit einer Diamantenen Schallplatte für über eine Million verkaufte Einheiten ausgezeichnet. Mit Doppelplatin wurde Metallica in Österreich, der Schweiz und im Vereinigten Königreich ausgezeichnet. Die Single Enter Sandman erhielt in den Vereinigten Staaten eine Platin-Schallplatte.
Im Mai 1991 begann die Firma Nielsen Soundscan damit, die genauen Verkaufszahlen von Tonträgern in den Vereinigten Staaten zu erheben. Seit 2009 ist Metallica das meistverkaufte Musikalbum dieser Ära und löste dabei Shania Twains Album Come On Over ab. Bis Mai 2025 wurden alleine in den USA mehr als 20 Millionen Einheiten verkauft.
| Land/Region                  | Auszeichnungen für Musikverkäufe (Land/Region, Auszeichnung, Verkäufe) | Verkäufe    |
| ---------------------------- | ---------------------------------------------------------------------- | ----------- |
| Argentinien (CAPIF)          | 5× Platin                                                              | 300.000     |
| Australien (ARIA)            | 13× Platin                                                             | 910.000     |
| Belgien (BRMA)               | 2× Platin                                                              | 100.000     |
| Brasilien (PMB)              | Gold                                                                   | 100.000     |
| Chile (IFPI)                 | Platin                                                                 | 25.000      |
| Dänemark (IFPI)              | 8× Platin                                                              | 160.000     |
| Deutschland (BVMI)           | 4× Platin                                                              | 2.000.000   |
| Europa (IFPI)                | Platin                                                                 | (1.000.000) |
| Finnland (IFPI)              | 2× Platin                                                              | 112.856     |
| Frankreich (SNEP)            | Platin                                                                 | 300.000     |
| Griechenland (IFPI)          | Gold                                                                   | 30.000      |
| Hongkong (IFPI/HKRIA)        | Gold                                                                   | 10.000      |
| Indien (IMI)                 | Silber                                                                 | 15.000      |
| Indonesien (ASIRI)           | Platin                                                                 | 50.000      |
| Irland (IRMA)                | Platin                                                                 | 15.000      |
| Island (IFPI)                | Gold                                                                   | 3.000       |
| Israel (IFPI)                | Gold                                                                   | 20.000      |
| Italien (FIMI)               | Gold (1993) · + 2× Platin (2022)                                       | 150.000     |
| Japan (RIAJ)                 | Platin                                                                 | 200.000     |
| Kanada (MC)                  | Diamant                                                                | 1.000.000   |
| Kolumbien (ASINCOL)          | 2× Platin                                                              | 70.000      |
| Malaysia (RIM)               | 2× Platin                                                              | 100.000     |
| Mexiko (AMPROFON)            | Gold                                                                   | 100.000     |
| Neuseeland (RMNZ)            | 10× Platin                                                             | 150.000     |
| Niederlande (NVPI)           | 2× Platin                                                              | 200.000     |
| Norwegen (IFPI)              | 3× Platin                                                              | 150.000     |
| Österreich (IFPI)            | 2× Platin                                                              | 100.000     |
| Philippinen (PARI)           | Platin                                                                 | 40.000      |
| Polen (ZPAV)                 | Platin                                                                 | 100.000     |
| Portugal (AFP)               | Gold                                                                   | 20.000      |
| Schweden (IFPI)              | Platin                                                                 | 100.000     |
| Schweiz (IFPI)               | 2× Platin (Mercury) · + 2× Platin (Vertigo)                            | 200.000     |
| Spanien (Promusicae)         | Gold                                                                   | 50.000      |
| Südkorea (KMCA)              | Gold                                                                   | 15.000      |
| Türkei (Mü-YAP)              | Gold                                                                   | 20.000      |
| Vereinigte Staaten (RIAA)    | 2× Diamant                                                             | 20.000.000  |
| Vereinigtes Königreich (BPI) | 3× Platin                                                              | 900.000     |
| Insgesamt                    | 1× Silber · 11× Gold · 82× Platin · 3× Diamant ·                       | 27.815.856  |

Hauptartikel: Metallica/Auszeichnungen für Musikverkäufe